# McKenzy Cresswell
McKenzy Cresswell (Kingston Upon Thames, 16 de janeiro de 2006) é um automobilista britânico.

## Carreira

### Campeonato GB3
Cresswell mudou-se para a equipe Chris Dittmann Racing para competir no Campeonato GB3 de 2022. Para a temporada de 2023, ele permaneceu no Campeonato GB3, em grande parte devido ao aumento do peso mínimo do carro mas mudou de equipe para a Elite Motorsport.
Cresswell optou por permanecer na Elite Motorsport para uma terceira temporada da GB3 em 2024. Problemas orçamentários impediram uma mudança para o Campeonato de Fórmula 3 da FIA.

### Fórmula 3
Cresswell foi convocado para substituir Piotr Wiśnicki na equipe PHM Racing by Charouz durante o Campeonato de Fórmula 3 da FIA de 2023, para as etapas de Red Bull Ring e Silverstone. Ele alcançou o melhor resultado de 17º em sua segunda corrida no Red Bull Ring, o que na época o colocou à frente dos companheiros de equipe Wiśnicki e Roberto Faria na classificação geral. Cresswell retornou à sua campanha principal no Campeonato GB3 e foi substituído por Michael Shin nas três etapas finais.